# Tour of Antalya 2024
5. ročník etapového cyklistického závodu Tour of Antalya se konal mezi 8. a 11. únorem 2024 v tureckém městě Antalya a okolí. Závod byl součástí UCI Europe Tour 2024 na úrovni 2.1. Celkovým vítězem se stal Ital Davide Piganzoli.

## Týmy
Závodu se zúčastnilo 2 z 18 UCI WorldTeamů, 9 UCI ProTeamů a 14 UCI Continental týmů. Všechny týmy nastoupily na start se sedmi závodníky kromě týmu Team Vorarlberg s šesti závodníky. Sergej Rostovcev (Sakarya BB Pro Team) se nepostavil na start úvodní etapy, závod tak odstartovalo 173 jezdců.
UCI WorldTeamy
- Alpecin–Deceuninck
- Team Bahrain Victorious

UCI ProTeamy
- Bingoal WB
- Polti–Kometa
- Q36.5 Pro Cycling Team
- TDT–Unibet Cycling Team
- Team Corratec–Vini Fantini
- Team Novo Nordisk
- Tudor Pro Cycling Team
- Uno-X Mobility
- VF Group–Bardiani–CSF–Faizanè

UCI Continental týmy
- Adria Mobil
- Beykoz Belediyesi Spor Türkiye
- Bike Aid
- China Glory–Mentech Continental Cycling Team
- Kinan Cycling Team
- Konya Büyükşehir Belediye Spor
- REMBE Pro Cycling Team Sauerland
- Sabgal–Anicolor
- Sakarya BB Pro Team
- Spor Toto Cycling Team
- Tarteletto–Isorex
- Tashkent City Professional Cycling Team
- Team Vorarlberg
- Terengganu Cycling Team

## Trasa a etapy
| Etapa         | Datum         | Trasa             | Vzdálenost | Typ      | Typ            | Vítěz                    |
| ------------- | ------------- | ----------------- | ---------- | -------- | -------------- | ------------------------ |
| 1             | 8. února      | Side – Antalya    | 135 km     |          | Rovinatá etapa | Timothy Dupont (BEL)     |
| 2             | 9. února      | Demre – Antalya   | 140,5 km   |          | Zvlněná etapa  | Matevž Govekar (SLO)     |
| 3             | 10. února     | Kemer – Tahtali   | 133,4 km   |          | Horská etapa   | Davide Piganzoli (ITA)   |
| 4             | 11. února     | Antalya – Antalya | 183,9 km   |          | Zvlněná etapa  | Hartthijs de Vries (NED) |
| Celková délka | Celková délka | Celková délka     | 592,8 km   | 592,8 km | 592,8 km       | 592,8 km                 |

## Průběžné pořadí
| Etapa          | Vítěz              | Celkové pořadí   | Bodovací soutěž  | Vrchařská soutěž | Sprinterská soutěž | Soutěž týmů                   |
| -------------- | ------------------ | ---------------- | ---------------- | ---------------- | ------------------ | ----------------------------- |
| 1              | Timothy Dupont     | Timothy Dupont   | Timothy Dupont   | Henri Uhlig      | Paul Wright        | Polti–Kometa                  |
| 2              | Matevž Govekar     | Matevž Govekar   | Giovanni Lonardi | Natnael Berhane  | Jensen Plowright   | Q36.5 Pro Cycling Team        |
| 3              | Davide Piganzoli   | Davide Piganzoli | Giovanni Lonardi | Natnael Berhane  | Axel Huens         | VF Group–Bardiani–CSF–Faizanè |
| 4              | Hartthijs de Vries | Davide Piganzoli | Giovanni Lonardi | Davide Piganzoli |                    | Q36.5 Pro Cycling Team        |
| Konečné pořadí | Konečné pořadí     | Davide Piganzoli | Giovanni Lonardi | Davide Piganzoli |                    | Q36.5 Pro Cycling Team        |

- Ve 2. etapě nosil Giovanni Lonardi, jenž byl druhý v bodovací soutěži, žlutý dres, protože lídr této klasifikace Timothy Dupont nosil růžový dres lídra celkového pořadí.

## Konečné pořadí
| Legenda | Legenda                         | Legenda | Legenda                            |
| ------- | ------------------------------- | ------- | ---------------------------------- |
|         | Označuje lídra celkového pořadí |         | Označuje lídra vrchařské soutěže   |
|         | Označuje lídra bodovací soutěže |         | Označuje lídra sprinterské soutěže |